# エリザベス・F・エレット
エリザベス・フライズ・ラミス・エレット（英: Elizabeth Fries Lummis Ellet、1818年10月18日 - 1877年6月3日）は、アメリカ合衆国ニューヨーク州出身の著作家、歴史家、詩人である。アメリカ独立戦争に貢献した女性の生涯を記録した最初の作家である。
ニューヨーク州でエリザベス・フライズ・ラミスとして生まれ、1835年に最初の著書である『詩、翻訳と原本』を出版した。化学者のウィリアム・ヘンリー・エレットと結婚し、夫妻でサウスカロライナ州に移転した。そこで幾つかの著作を出版し、多くの雑誌に寄稿した。1845年、ニューヨーク市に戻り、そこで文学サロンと交わることになった。エドガー・アラン・ポーとフランシス・サージェント・オズグッドのスキャンダルに関わり、後にはルーファス・ウィルモット・グリスウォルドとのスキャンダルにも巻き込まれた。エレットの最も重要な作品である『アメリカ独立戦争の女達』を1845年に出版した。この3巻からなる本はアメリカ合衆国初期の愛国的女性の生涯を描いていた。エレットは1877年に死ぬ時まで執筆を続けた。

## 初期の人生
エリザベス・フライズ・ラミス（以下特に断りの無い限りエリザベスと表記する）は、1818年10月18日、ニューヨーク州ソーダスポイントで生まれた。母はサラ・マクスウェル（1780年-1849年）であり、アメリカ独立戦争で大尉だったジョン・マクスウェルの娘だった。ジョン・マクスウェルは独立戦争の時にニュージャージーのサセックス郡で立ち上げた第1中隊の中尉であり、大尉に昇進し、ハンタードン郡民兵隊第2連隊に付加された。1777年2月7日から1778年4月11日に、大陸軍スペンサー大佐の連隊でも大尉だった。後にジョージ・ワシントン将軍の軍隊に加わり、マクスウェル中隊と呼ばれた100名の志願兵中隊を率いる大尉だった。
エリザベスの父はウィリアム・ニクソン・ラミス（1775年-1833年）であり、フィラデルフィアで著名な医師ベンジャミン・ラッシュ博士の下で医学を学んだ優れた医師だった。1800年代の初期、ラミスはフィラデルフィアを離れて、ニューヨーク州ウェイン郡のソーダスポイントで、パルトニー荘園を購入した。エリザベスはカユガ郡オーロラ村にあったオーロラ女子神学校に入学し、多くの学科を学んだが、中でもフランス語、ドイツ語、イタリア語をものした。エリザベスが最初に本を出版したのは、16歳の時に翻訳したイタリアの詩人シルビオ・ペリコの作品『メッシーナのユーフェミオ』だった。

## 作家としての経歴
1835年、エリザベスは最初の著書である『詩、翻訳と原本』を出版した。これにはヴェネツィアの歴史に基づいた悲劇『テレサ・コンタリニ』が入っており、この戯曲はニューヨークなどの都市で上演され、成功した。この頃にニューヨーク州出身の化学者ウィリアム・ヘンリー・エレット（1806年－1859年）と結婚した。ウィリアムはニューヨーク市のコロンビア大学を卒業し、ジシアン化合物に関する論文で金メダルを得ていた。1836年、ウィリアムがサウスカロライナ大学で化学、鉱物学、地質学の教授となり、夫妻はサウスカロライナ州コロンビアに移転した。綿火薬（ニトロセルロース）を生成する新しく安価な方法を発明し、そのことでサウスカロライナ州から銀食器一組を贈られた。
この時期にエリザベスは著書数冊を発行していた。1839年、ドイツの詩人フリードリヒ・フォン・シラーに関する評論『シラーの性格』を書き、シラーの多くの詩の翻訳も含めた。また女性貴族の生活様式の歴史である『シシリーのジョアンナの生活におけるシーン』や、1840年にはアメリカ合衆国を旅したときに観察した景色を生き生きと叙述した『国についてのおしゃべり』も書いた。詩、翻訳、ヨーロッパ文学に関する随筆などを書き続け、それを雑誌「アメリカン・マンスリー」、「ノースアメリカ・レビュー」、「サザン・リテラリー・メッセンジャー」、「サザン・クォーターリー・レビュー」などに寄稿した。幅広いジャンルで多くの作品を生んだ。
1845年、エリザベスは夫を南部に残したままニューヨーク市に戻り、そこでマーガレット・フラー、アン・リンチ・ボッタ、エドガー・アラン・ポー、ルーファス・ウィルモット・グリスウォルド、アンナ・コーラ・モワット、フランシス・サージェント・オズグッドらと共に文学サロンで自分の地位を再開させた。

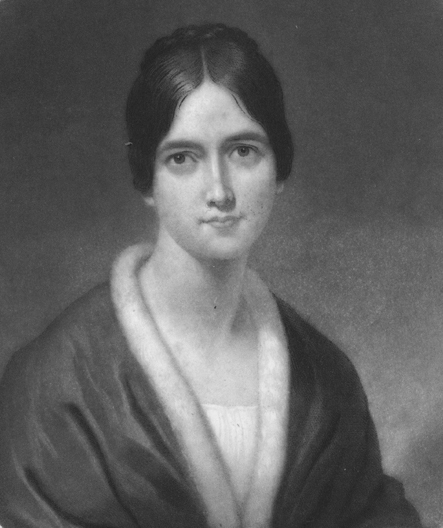
フランシス・サージェント・オズグッド、1840年代半ばにオズグッドとエドガー・アラン・ポーのスキャンダルが起こり、エリザベスも巻き込まれた

### スキャンダル
この頃、エリザベスはエドガー・アラン・ポーとフランシス・サージェント・オズグッドを巻き込んだスキャンダルに加わることになった。この二人は既に別々の既婚者だった。このスキャンダルとその結果の詳細に関する証言は様々である。当時、ポーは物語詩『大鴉』でその名声が頂点に達していたときだった。エリザベスやオズグッドをはじめ、文学サロンの多くの女性が彼に手紙を送っていた。そのような手紙の幾つかは、気を引いたり好色なものであったりした可能性がある。エリザベスはポーと文学的なことを論じて時間を過ごすこともあった。ポーの愛を求めてオズグッドと競い合う気持ちになっていた可能性もある。この頃のポーはオズグッドに宛てた、また彼女に関する詩を幾つか書いており、その中には『バレンタイン』が入っていた。
エリザベスは、1846年1月にポーの家を訪問したとき、ポーの妻のバージニアから、オズグッドから来た手紙を見せられたとされており、その後オズグッドに二人の軽率さを指摘して手紙の返還を求めるよう忠告した。オズグッドのために、マーガレット・フラーとアン・リンチ・ボッタがポーにそれら手紙を返還するよう求めた。ポーは彼女達の干渉に怒り、エリザベスには「彼女『自身の』手紙の面倒を見る」方が良いと示唆した。そのような手紙の中でドイツ語で書かれたものが1通あり、ポーに「今夜彼女の住居でそれを求める」よう求めたものがあり、その言葉は誘惑を意味したと考えられるが、ポーはそれを無視したか、あるいはその意味を理解できなかった。その後ポーはエリザベスからの手紙を纏め、それを彼女の家に残した。彼女の手紙が返還されたにも拘わらず、エリザベスは自分の弟に「私の手紙を要求する」よう求めた。弟のウィリアム・ラミス大佐は、ポーが既に手紙を返還したとは信ぜず、彼を殺すと脅した。ポーは自己防衛のためにトマス・ダン・イングリッシュに拳銃を要請した。イングリッシュはエリザベスがポーに手紙を送ったとは考えてもいなかった。
オズグッドの夫、サミュエル・スティルマン・オズグッドは、エリザベスが公式に謝らなければ訴訟を起こすと脅した。エリザベスはオズグッドに宛てた手紙で、「ポー夫人が私に見せた手紙は、ポー自身が創作した『偽物に違いない』」と言って前言を取り消した。彼女は全ての責任をポーに押しつけ、この出来事はポーが、「抑制を欠き、狂気に憑かれて行動しがちである」からだと示唆した。ポーの気が狂っているという噂は、エリザベスやその他ポーの敵によって広められ、最後は新聞にまで掲載された。オズグッドが夫の元に戻った後、このスキャンダルも消えて行った。しかし、病気だったポーの妻バージニアはこのスキャンダルの影響を深く受けた。おそらくエリザベスのものと考えられる匿名の手紙を受け取り、それには1845年7月には既に彼女の夫が無分別な行動をしていたと書かれていた。バージニアはその死の床で、「E夫人は私を殺した者だった」と言った。それから何年も後にポーは、「E夫人は私に嫌悪感を持たせたのであり、今日に至っても『匿名の』迫害を止めようとはしていないので、彼女を軽蔑する」と記していた。ポーが短編の『跳び蛙』を書いたのは、エリザベス達に対する文学による報復だったと、考えられている。

### 『アメリカ独立戦争の女達』

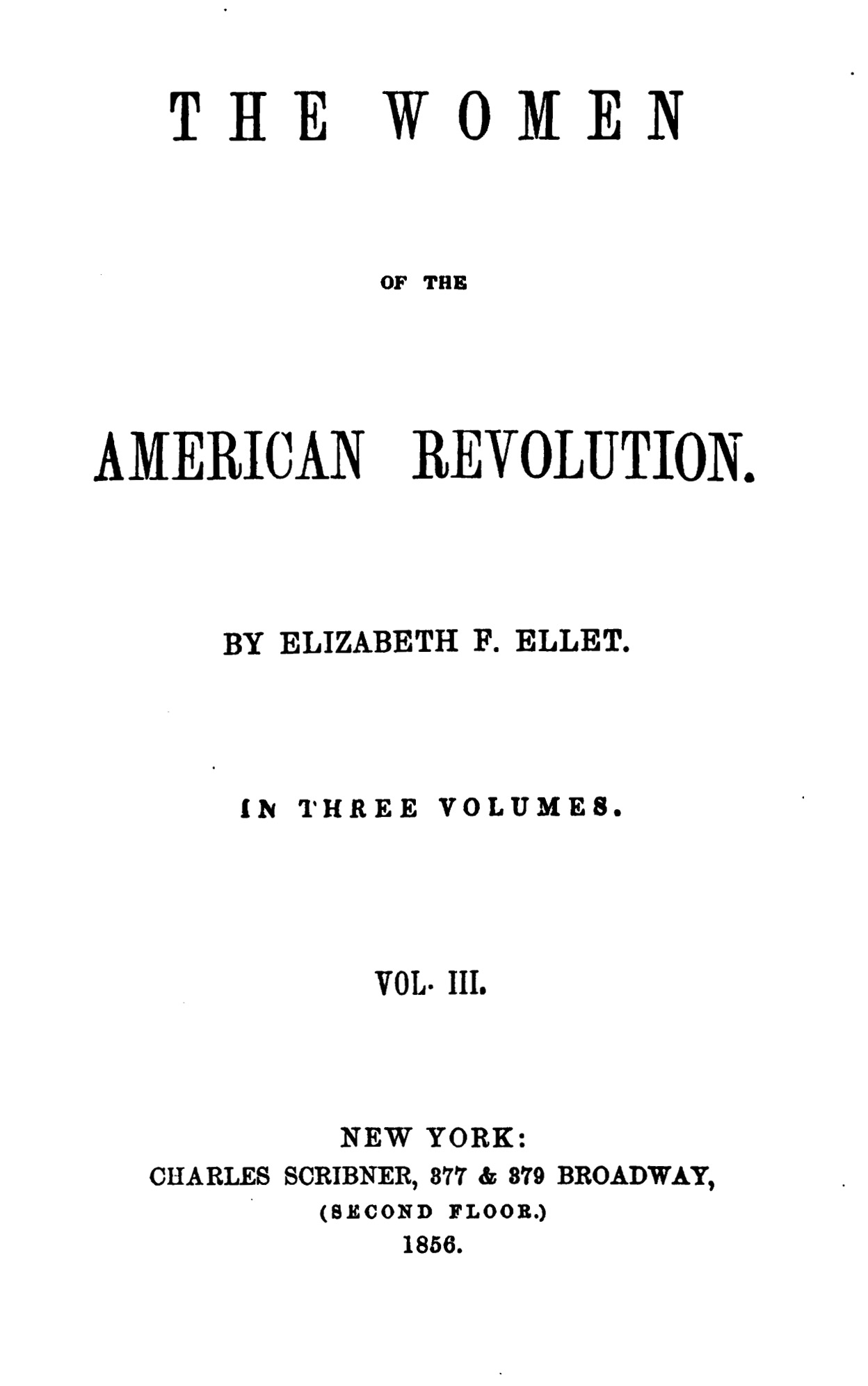
『アメリカ独立戦争の女達』1856年版の表紙

1846年頃、エリザベスは歴史に関する大作に取り掛かった。それはアメリカ独立戦争に捧げられ、積極的に関わった女性の生涯を取り上げるものだった。エリザベスは、出版されていない手紙や日記を探し、独立戦争時代の者の子孫やフロンティアの女性をインタビューすることで、これを行っており、そのようなことを行う独立戦争に関する最初の歴史家となった。「（男の側の）行動史については史料が豊富にある」ことに注目し、これに女の側から語ることで平衡を取ろうとした。その女性達を建国の「母たち」と呼び、「その後の世界に火を点け、明かりを投げかけることになった市民の自由愛に関する国内の聖域を養う場所」を与えたと言った。
女性愛国者に関する多くの情報を得て、それが1848年に2巻本で出版された『アメリカ独立戦争の女達』 初版となった。この著書は読者に受け入れられたので、さらに資料を追加して3巻目が1850年に出版された。後の歴史家達はこれらがエリザベスの最も重要な作品になったと考えている。エリザベスは『アメリカ独立戦争の国内史』も著し、同じ資料を叙述的形態で要約し、やはり1850年に出版した。
エリザベスはあらゆる植民地と社会の全ての階級の女性の話を語ったが、例外としてアフリカ系アメリカ人の役割は無視することにした。彼女が書いた女性の中には、マーサ・ワシントン、アビゲイル・アダムズ、マーシー・オーティス・ウォーレン、アン・エリザ・ブリーカーなど、彼女達自身の功績で既に著名な者もいた。エリザベスはもっと知られていないが、前述の女性達と同じくらい価値ある功績を残した女性達についても書いた。英雄達の妻は、イギリス軍の侵略を前にして、勇敢に子供達を育て、家を守った。エリザベスは、「生まれたばかりの共和国の運命について、女性愛国者の与えた広大な影響を今賞賛するのはほとんど不可能である」と記した。
選集編集者で批評家のルーファス・ウィルモット・グリスウォルドが、この本の制作でエリザベスを援助し、彼が会員だったニューヨーク歴史協会の記録類に触れることを認めた。しかしエリザベスは、グリスウォルドの援助を認めなかったので、悪意ある彼を怒らせた。グリスウォルドは書評の中で、「彼女自身よりも我々の公的および家庭内の経験について良く知っている幾人か紳士の援助を得て、彼女は貴重で興味ある作品を作成した」と記していた。

### その他の作品

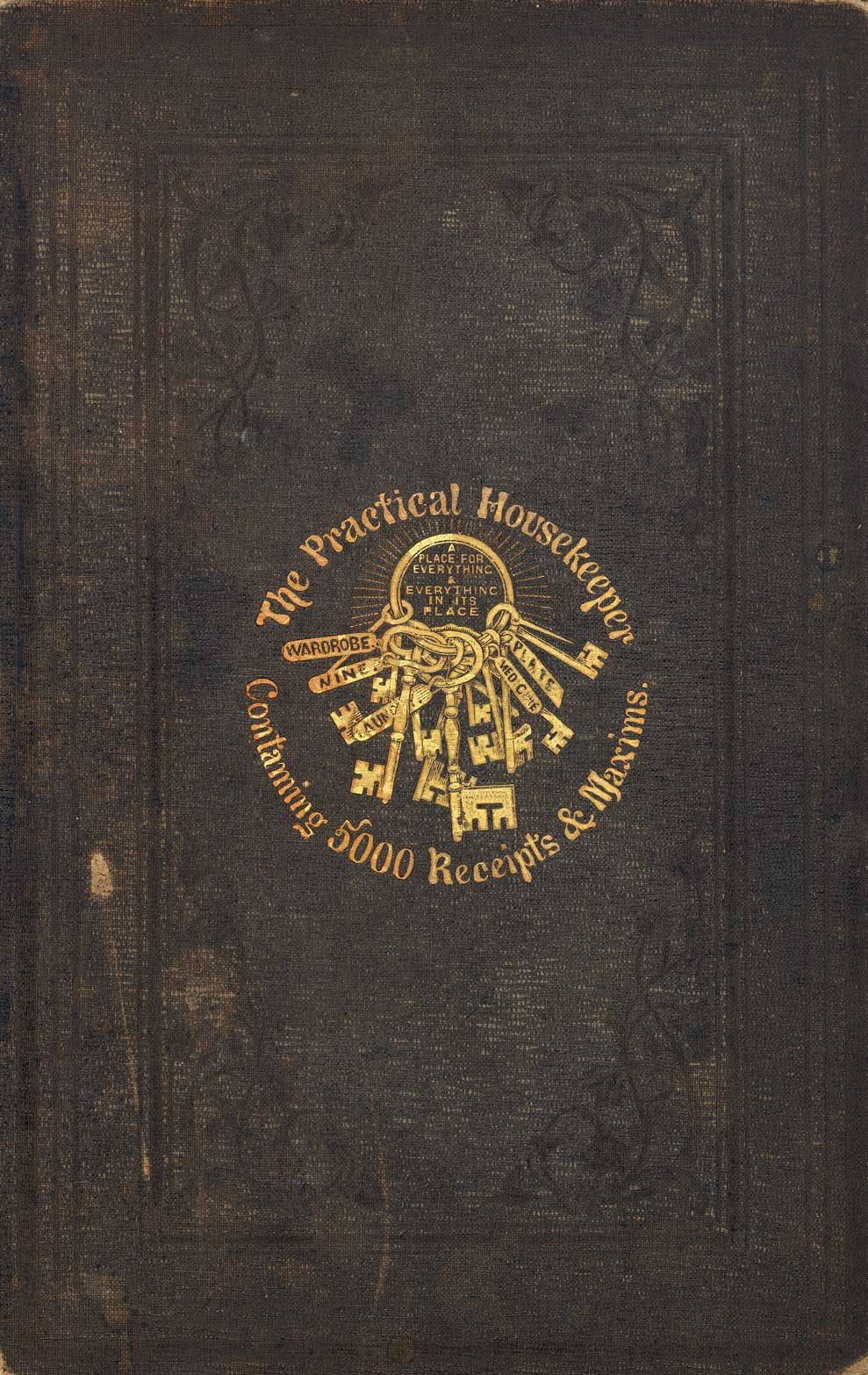
『実務的な主婦』の1857年版表紙

エリザベスは、この時までに名声を得て尊敬される作家となり、1849年には『聖書の家族写真』を書いた。1850年、ドイツの伝説や伝統を集めた『ウッドローンの夕べ』を書き、さらに『アメリカ独立戦争の国内史』を書いて、男性と女性の双方の視点からアメリカ独立戦争の歴史を書いた、おそらく唯一のものとなった。1851年から1857年、『見つめる魂』『西部のパイオニア女性』、『音楽家の中編小説』、『西部での夏のおしゃべり』を書き進めていった。この最後の本は1852年にミネソタ川を船で旅した時にヒントを得たものだった。ミネソタ州イーデンプレーリーは、エリザベスがその名を付けており、そこにある自然の道に彼女の名を付けた。
1857年、エリザベスは『実務的な主婦』と題するアメリカ人家政学の600ページに及ぶ事典を出版した。このガイドブックは中流から上流の読者を対象にしており、3部、すなわち料理、家事、薬学的関心の構成だった。その中には数多いレシピや、哲学者、化学者および古代文明に絡んだ助言が納められた。500枚の版画による挿絵も使われた。その序文には「これまでのマニュアルの範囲内では、この国で体系的な家政学の完成されたものが出版されていなかった」と書かれていた。
その後の作品として、1859年に出版された『あらゆる年代と国の女性アーティスト』は、女性アーティストの歴史を示したことでは最初の書となった。1867年出版の『アメリカ社会の女王』、1869年の『共和国の社交界』はジョージ・ワシントンからユリシーズ・グラントまで18代の大統領の社交生活を描いていた。

## 晩年

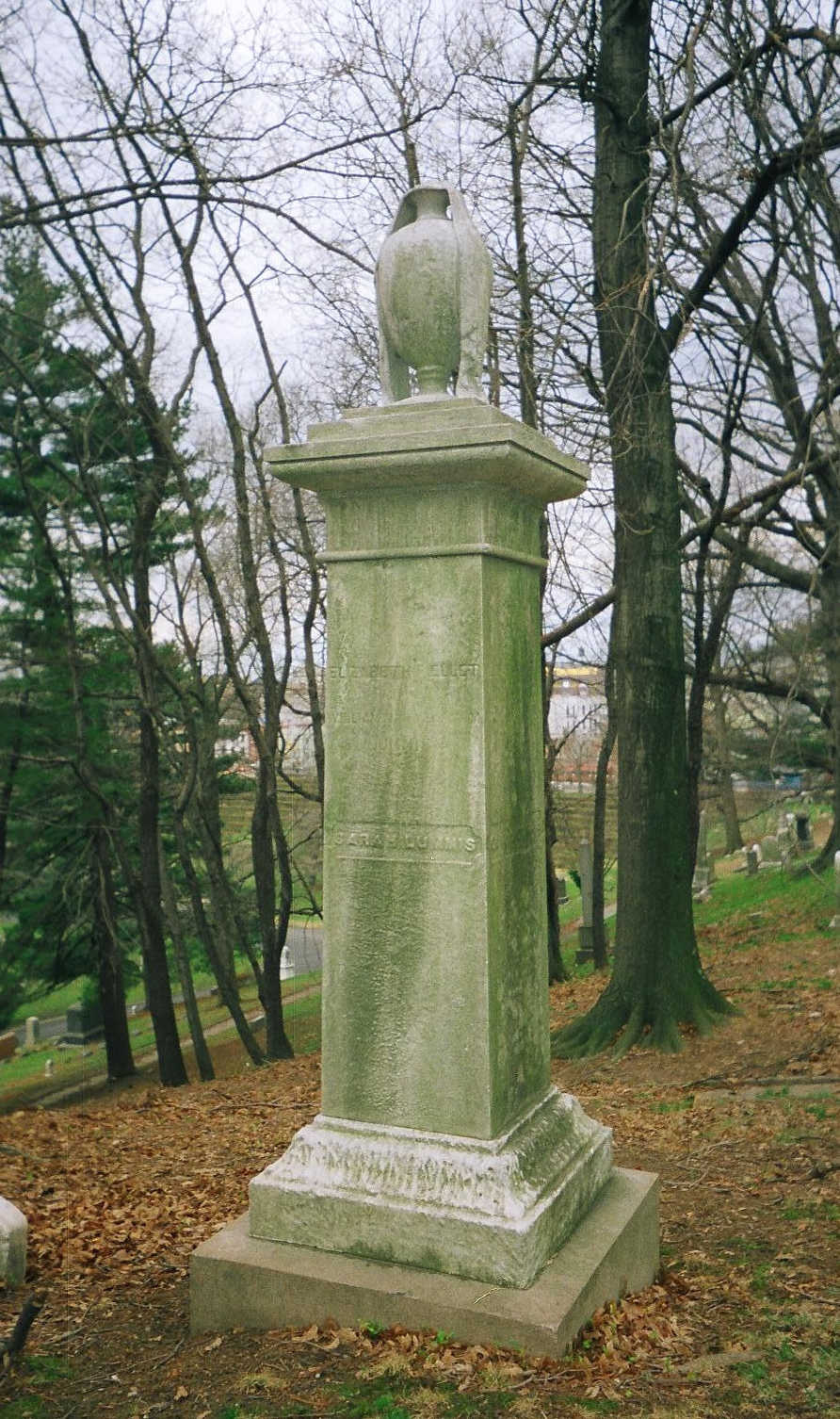
エリザベス・エレットの墓、ニューヨーク市ブルックリン区グリーンウッド墓地

1850年エリザベスとその夫はニューヨーク市に移転し、夫はマンハッタン・ガス会社の化学分野のコンサルタントとして晩年を過ごした。
1852年、エリザベスはルーファス・グリスウォルドとその2番目の妻シャーロット・マイアーズの離婚訴訟に関わるようになった。エリザベスとアン・S・スティーブンスはマイアーズに宛てて、離婚を認めないように告げる手紙を書き、合わせて離婚成立後にグリスウォルドと結婚しようとしていたハリエット・マクリリスには、彼との関係を止めるよう手紙を書いた。離婚が認められた後でもエリザベスとスティーブンスはマイアーズに手紙を送り続け、1853年9月23日には離婚を撤回するよう説得した。1856年2月24日、控訴が裁判所に出され、エリザベスとスティーブンスはグリスウォルドの性格を攻撃する長々しい証言を行った。これにはグリスウォルドもマイアーズも出席せず、訴訟は棄却された。グリスウォルドが1857年に死ぬと、友人で作家のサラ・アンナ・ルイスが、エリザベスの干渉がグリスウォルドの病状を悪くしたことを示唆し、「グリスウォルドを死に駆り立てた」と言った。
1857年、エリザベスはアン・スティーブンスに代わって、ニューヨークの「イブニング・イクスプレス」の文芸編集者になった。その2年後の1859年、エリザベスの夫ウィリアムが死んだ。エリザベスは執筆を続け、子供は居なかったが、大衆に寄付を勧める話をすることで、貧しい女性や子供達のための慈善活動を推進した。エリザベスは米国聖公会の信徒であったが、晩年にはカトリックに転向した。エリザベスは1877年6月3日、ニューヨーク市でブライト病のために死んだ。ブルックリン区のグリーンウッド墓地にある夫の墓の傍に埋葬された。

## 遺産
エリザベス・エレットはアメリカ独立戦争と女性の関係について初めて執筆した歴史家だった。女性はその影響力で歴史を形作り、その「感情」と「感覚」でことを成すと考えた。これを定義するのは難しかったので、「歴史は正義無しに進められる」と述べた。その著書『アメリカ独立戦争の女達』は現在も研究対象になっている。

## 作品一覧
以下のエリザベス・エレット作品一覧はミシガン州立大学ヒストリック・アメリカン・プロジェクトから得られた。
- 『メッシーナのユーフェミオ』Euphemio of Messina (1834年) 翻訳書
- 『詩、翻訳と原本』Poems, Translated and Original 戯曲『テレサ・コンタリニ』Teresa Conariniを含む (1835年)
- 『シラーの性格』The Characters of Schiller (1839年)
- 『シシリーのジョアンナ』Joanna of Sicily (1840年)
- 『国についてのおしゃべり』Rambles about the Country (1840年)
- 『アメリカ独立戦争の女達』The Women of the American Revolution (1848年-1850年) (3 巻)
- 『ウッドローンの夕べ』Evenings at Woodlawn (1849年)
- 『聖書の家族写真』Family Pictures from the Bible (1849年)
- 『アメリカ独立戦争の国内史』Domestic History of the American Revolution (1850年)
- 『見つめる魂』Watching Spirits (1851年)
- 『音楽家の中編小説』Nouvelettes of the Musicians (1851年)
- 『西部のパイオニア女性』Pioneer Women of the West (1852年)
- 『西部での夏のおしゃべり』Summer Rambles in the West (1853年),
- 『実務的な主婦』The Practical Housekeeper (1857年)
- 『あらゆる年代と国の女性アーティスト』Women Artists in All Ages and Countries (1859年)
- 『アメリカ社会の女王』、The Queens of American Society (1867年)
- 『共和国の社交界』Court Circles of the Republic (1869年)